# Thanstein
Thanstein je obec ve vládním obvodě Horní Falc v zemském okrese Schwandorf v Bavorsku. Obec je součástí administrativní obce Neunburg vorm Wald.

## Geografie
Thanstein se nachází v regionu Oberpfalz-Mitte.

### Sousední obce
Thanstein sousedí s následujícími obcemi od západu: Dieterskirchen, Winklarn, Rötz (v zemském okrese Cham), a Neunburg vorm Wald.
| Růžice kompasu | Dieterskirchen 9 km      | Winklarn 8 km            | Winklarn 8 km | Růžice kompasu |
| Růžice kompasu | Dieterskirchen 9 km      | Sever                    | Rötz 7 km     | Růžice kompasu |
| Růžice kompasu | Dieterskirchen 9 km      | Thanstein                | Rötz 7 km     | Růžice kompasu |
| Růžice kompasu | Dieterskirchen 9 km      | Jih                      | Rötz 7 km     | Růžice kompasu |
| Růžice kompasu | Neunburg vorm Wald 10 km | Neunburg vorm Wald 10 km | Rötz 7 km     | Růžice kompasu |

## Historie
Hrad Altenthanstein, hrad Thannstein a zámek Thanstein patří k historicky obce jako sídla hrabství Thansteina (nazývaného také Tannstein nebo Tanstein). Obec byla založena v podhradí hradu Thannstein, postaveném rytířským rodem Zengerů.
Thanstein patřil pod správní úřad Amberg a zemský soud v Neunburgu vorm Wald v Bavorském kurfiřtství. Hrabata z Holnsteinu vlastnila Thanstein jako svobodnou držbu. V průběhu správních reforem v Bavorsku obecním zřízením z roku 1818 vznikla nynější obec
V roce 1946 byla připojena obec Berg a 1. ledna 1972 obec Dautersdorf. V rámci územní reformy v Bavorsku byla k 1. květnu 1978 připojena obec Kulz spolu s osadami Kiesenbeg a Neudeck ze zrušené obce Weislitz, která byla připojena v roce 1946.

## Kultura

### Pamětihodnosti
- Hrad Altenthanstein
- Hrad Thanstein
- Zámek Thanstein
- Katolický kostel Sv. Jana Křtitele

## Galerie

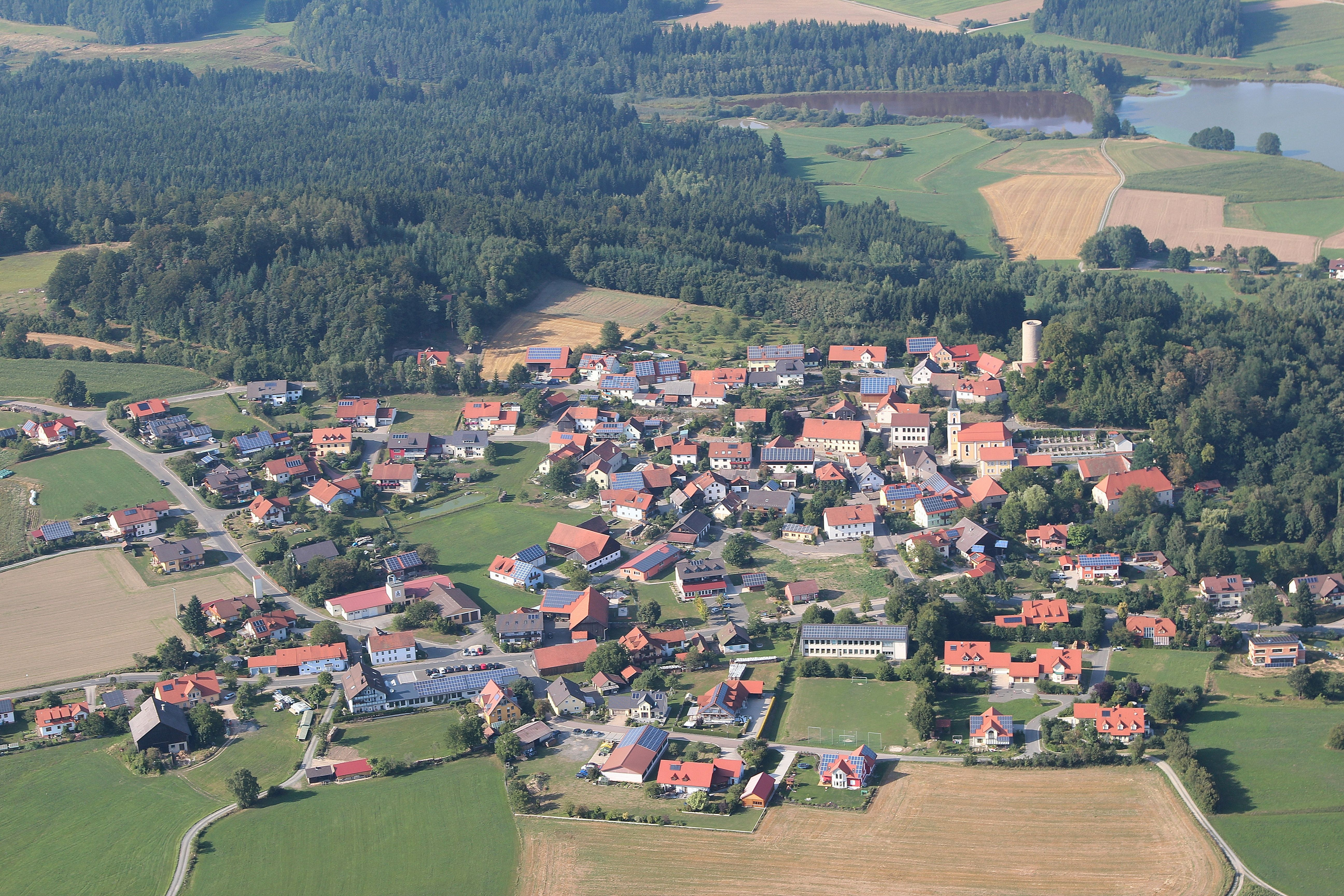
Letecký pohled na obec
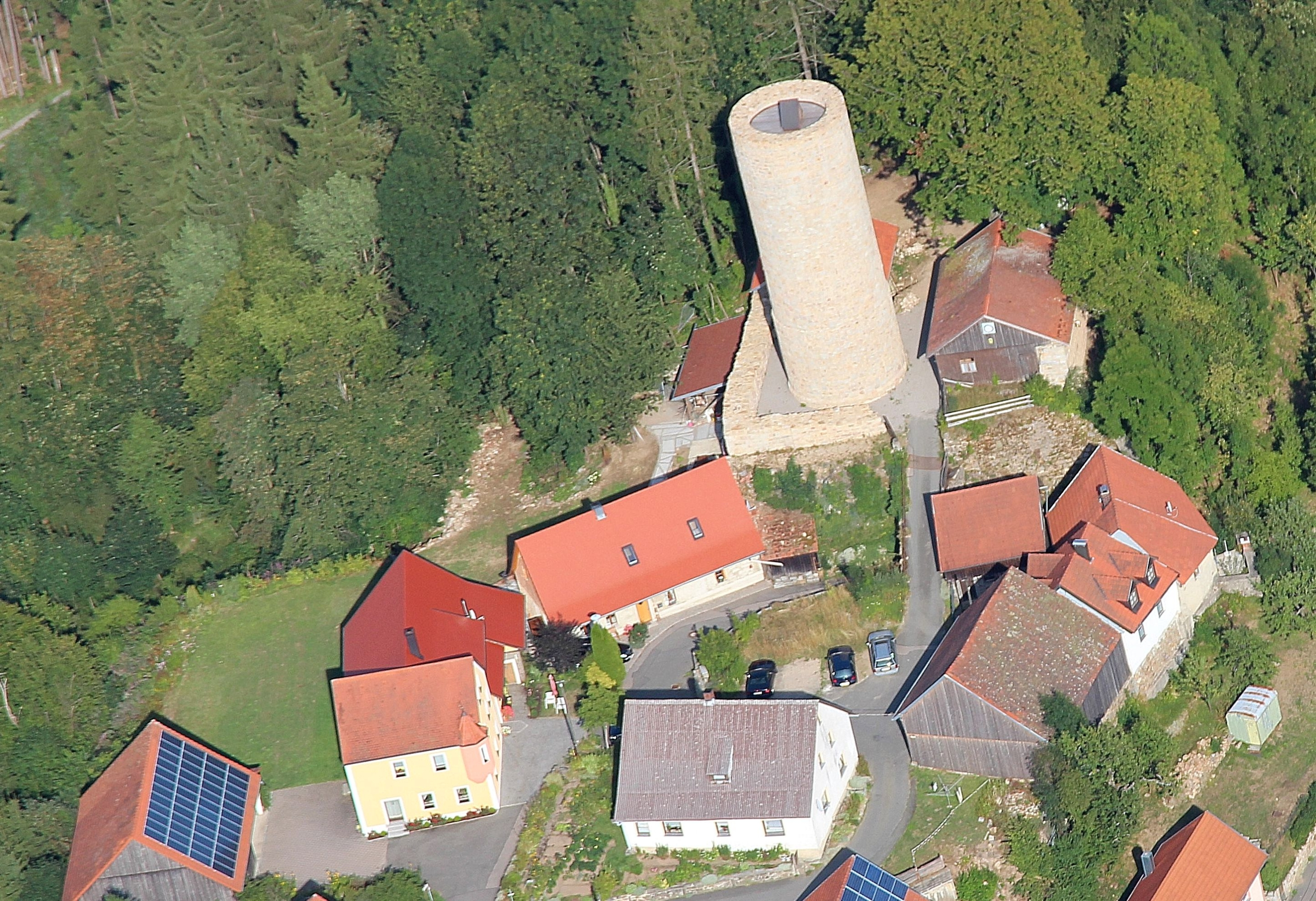
Hrad Thanstein
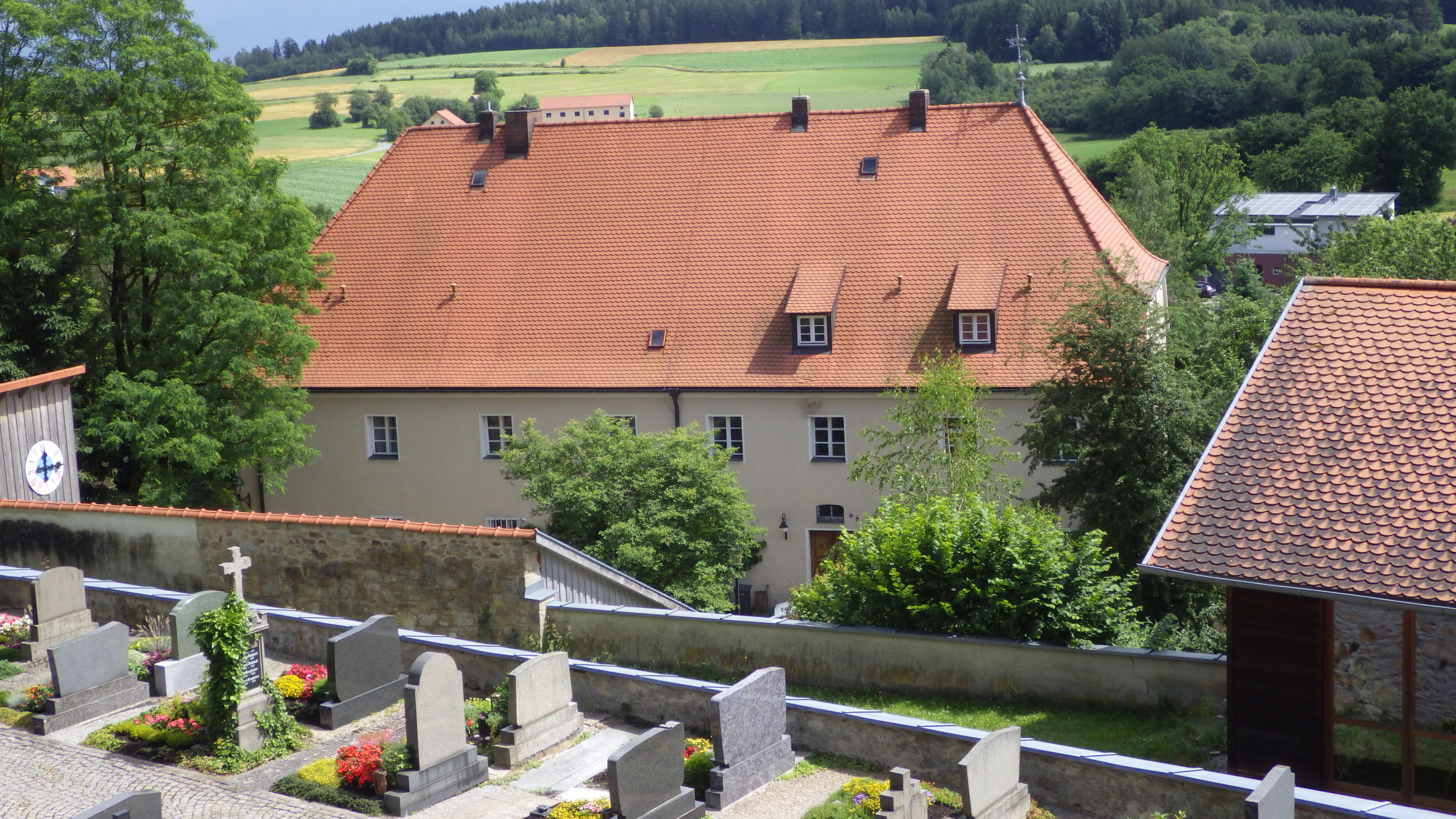
Zámek Thanstein
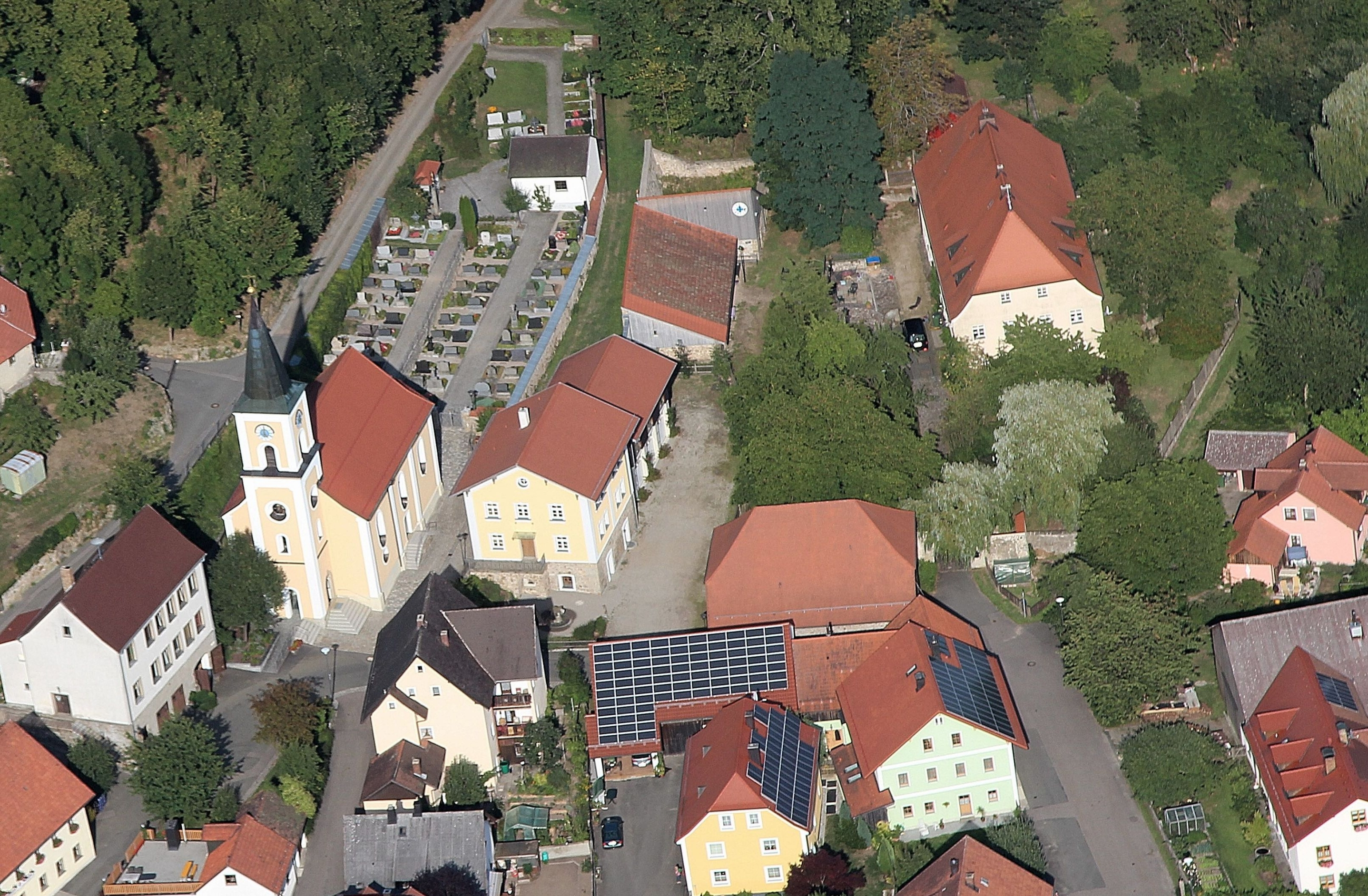
Kostel sv. Jana Křtitele v Thansteinu